# Tierra extraña
 Tierra extraña es una película en blanco y negro de Argentina dirigida por Carlos Torres Ríos el guion de Roberto Vagni adaptado por José María Fernández Unsaín que se estrenó el 27 de julio de 1951 y que tuvo como protagonistas a Ricardo Trigo, Guillermo Battaglia, Aída Alberti y Miriam Sucre.

## Sinopsis
La vida en los quebrachales de Santa Fe (Argentina).

## Reparto
- Ricardo Trigo
- Guillermo Battaglia
- Aída Alberti
- Miriam Sucre
- Mario Danesi
- Lydia Quintana
- María Esther Podestá
- Domingo Márquez
- Mario Amaya
- Francisco Audenino
- Arturo Bamio

## Comentarios
La revista Set dijo:

”Fallas en la realización…en este film de loable intención social. La mayor fuerza del argumento está en el rudo trabajo del quebrachal que el cine pudo haber reflejado con realismo, y que es lo que, inexplicablemente, se ha eludido. Con todo, ola interpretación correcta en general y destacada de Mario Danesi, quien compone un típico criollo.”

Por su parte El Heraldo del Cinematografista comentó:

”Hay apresuramiento general en el manejo de la acción…se nota la ausencia de escenas correspondientes a la labor de los quebrachales que hubiera justificado mejor la intención social del argumento.”